# DEVOTION (スターダストレビューのアルバム)
『DEVOTION』（ディヴォーション）はスターダストレビュー2枚目のアカペラアルバム。1999年11月20日に発売された。

## 概要
- 『CHARMING』以来、13年ぶりのアカペラ・アルバム。
- 1999年発売時は初回限定盤（初回限定盤は1曲目-13曲目を12cmCD、14曲目-16曲目を8cmCDで収録した2枚組仕様）[2]と通常盤（1曲目-13曲目を12cmCDで収録）の2形態で発売[3]。
- 2006年以降に発売された各種再発盤は1曲目-16曲目を12cmCDで収録[4]。

## 収録曲
1. ダニー・ボーイ
作詞：フレデリック・ウェザリー　作曲：ジェイン・ロス
2. IN MY LIFE
作詞・作曲：レノン＝マッカートニー
3. 雨にぬれても(RAINDROPS KEEP FALLIN' ON MY HEAD)
作詞：ハル・デヴィッド　作曲：バート・バカラック
4. マシュ・ケ・ナダ(MAS QUE NADA)
作詞・作曲：ジョルジ・ベン&ジョージ・リマ・マックネゼス
5. 星に願いを　(WHEN YOU WISH UPON A STAR)
作詞：ネッド・ワシントン　作曲：リー・ハーライン
6. 元気を出して
作詞・作曲：竹内まりや
7. シュガーはお年頃
作詞：根本要/手島昭　作曲：根本要
8. 不思議なチ・カ・ラ
作詞：スターダストレビュー　作曲：根本要
本アルバムのために書き下ろされた新曲。
9. Beautiful Dreamer
作詞・作曲：スティーブン・フォスター
10. メドレー：SILENT NIGHT / WHITE CHRISTMAS
作詞・作曲：アーヴィング・バーリン
11. ジャスミン
作詞：渡辺なつみ/根本要　作曲：根本要
12. HAPPY X'MAS(WAR IS OVER)
作詞・作曲：ジョン・レノン&ヨーコ・オノ
13. ダニー・ボーイ(Solo Version)
作詞：フレデリック・ウェザリー　作曲：ジェイン・ロス
14. 故郷（BONUS TRACK）
作詞：高野辰之　作曲：岡野貞一
※2006年以降再発盤のみ収録ボーナス・トラック
15. 大きな古時計　（BONUS TRACK）
作詞：保富康午　作曲：ヘンリー・クレイ・ワーク
2006年以降再発盤のみ収録ボーナス・トラック
16. 夏の思い出　（BONUS TRACK）
作詞：江間章子　作曲：中田喜直
※2006年以降再発盤のみ収録ボーナス・トラック

## クレジット
IN MY LIFE
- Piano：光田健一

星に願いを(WHEN YOU WISH UPON A STAR)
- 1st Vn：森琢哉
- 2nd Vn：大谷美佐子
- Va：石田一葉
- Vc：三枝慎子

元気を出して
- Melodion：光田健一

Beautiful Dreamer
- Piano：光田健一

メドレー：SILENT NIGHT / WHITE CHRISTMAS
- Handbells：STARDUST REVUE

HAPPY X'MAS(WAR IS OVER)
- Cho：東雲混声合唱団